# Dixième circonscription de la préfecture de Saitama
La dixième circonscription de la préfecture de Saitama (埼玉県第10区, Saitama-ken dai-jū-ku) est l'une des seize circonscriptions législatives que compte la préfecture de Saitama au Japon.

## Description géographique
Depuis 1994, la dixième circonscription de la préfecture de Saitama regroupe les villes de Higashimatsuyama, Sakado et Tsurugashima et le district de Hiki.

## Députés
| Législature | Début de mandat | Fin de mandat | Député élu               | Parti politique | Parti politique |
| ----------- | --------------- | ------------- | ------------------------ | --------------- | --------------- |
| 41e         | 1996            | 2000          | Taimei Yamaguchi (ja)    |                 | PLD             |
| 42e         | 2000            | 2003          | Taimei Yamaguchi (ja)    |                 | PLD             |
| 43e         | 2003            | 2005          | Taimei Yamaguchi (ja)    |                 | PLD             |
| 44e         | 2005            | 2009          | Taimei Yamaguchi (ja)    |                 | PLD             |
| 45e         | 2009            | 2012          | Tetsuhisa Matsuzaki (ja) |                 | PDJ             |
| 46e         | 2012            | 2014          | Taimei Yamaguchi         |                 | PLD             |
| 47e         | 2014            | 2017          | Taimei Yamaguchi         |                 | PLD             |
| 48e         | 2017            | 2021          | Taimei Yamaguchi         |                 | PLD             |
| 49e         | 2021            | 2024          | Susumu Yamaguchi (ja)    |                 | PLD             |
| 50e         | 2024            | -             | Yūnosuke Sakamoto (ja)   |                 | PDC             |